# Franz Hrabanek
Franz Seraph Hrabanek (* 4. Juli 1831 in Wien; † 18. Oktober 1870 ebenda) war ein österreichischer Opernsänger (Bariton).

## Leben
Hrabanek war von 1853 bis 1855 an der Wiener Hofoper, kam dann an das Deutsche Opernhaus Budapest, ans Opernhaus Brünn und ans Stadttheater Hamburg. 1859 kehrte er an die Wiener Hofoper zurück und wirkte dort bis zu seinem Tod. Sein Repertoire umfasste Rollen aus der gesamten Opernliteratur. Er war auch ein angesehener Konzertsänger.